# Deising (Gemeinde Roitham)
Deising ist eine Ortschaft in der Gemeinde Roitham am Traunfall im Bezirk Gmunden in Oberösterreich.
Der Ort befindet sich nordöstlich von Roitham und besteht aus zwei kleinen Ortsteilen, die etwa 300 Meter voneinander entfernt sind. Beide Teile werden durch landwirtschaftliche Gehöfte dominiert.